# Abu al-Ala al-Ma’arri
Abu al-Ala al-Ma’arri (arab. أبو العلاء المعري, właśc. أبو العلاء أحمد بن عبد الله بن سليمان التنوخي المعري Abū al-ʿAlāʾ Aḥmad ibn ʿAbd Allāh ibn Sulaimān al-Tanūẖī al-Maʿarrī; ur. w grudniu 973/363 A.H. w Ma’arrat an-Numan, obecnie Ma’arrat an-Numan, zm. tamże w maju 1058/449 A.H.) – syryjski filozof, poeta i pisarz arabski, twórca racjonalistycznej i sceptycznej koncepcji filozoficznej podważającej dogmaty islamu i odrzucającej pogląd o wyłączności prawdy zawartej w doktrynie religijnej, antynatalista.

## Życiorys
Al-Maʿarri urodził się w syryjskim mieście Ma’arrat an-Numan w 973 n.e. Pochodził z wpływowej rodziny Banu Sulayman, przynależącej do plemienia Tanuchidów (arab. التنوخيون). Jego ojczysty prapradziadek piastował godność pierwszego kadiego miasta. Niektórzy członkowie jego rodziny również znani byli jako utalentowani poeci. W wieku czterech lat na skutek przebytej ospy utracił wzrok.
Pierwsze swoje utwory poetyckie stworzył w wieku ok. 11-12 lat. Edukację rozpoczętą w rodzinnym mieście oraz w Aleppo kontynuował później w Antiochii oraz innych syryjskich ośrodkach. Podczas nauki w Aleppo zetknął się ze środowiskiem gramatyka i komentatora Koranu Ibn Chalawaja, którego był uczniem. Uczony ten zmarł jednak w 980/981 (380 A.H.), kiedy al-Maʿarri był wciąż jeszcze dzieckiem. Mimo to poeta wyrażał później silny żal po stracie swego nauczyciela w wierszu Risālat al-ghufrān.
Według arabskiego uczonego al-Kiftiego podczas podróży do Trypolisu al-Maʿarri odwiedził chrześcijański klasztor położony niedaleko Latakii, gdzie przysłuchiwał się dyskusji poświęconej filozofii greckiej. Zdaniem historyka miało stać się to przyczyną jego późniejszego sceptycyzmu i antyreligijnej postawy. Jednakże inni historycy, m.in. Ibn al-Adim zaprzeczają, jakoby al-Maʿarri miał styczność z innymi niż islamska doktrynami teologicznymi.
Al-Maʿarri spędził ponadto trzy lata w Bagdadzie gdzie został dobrze przyjęty w miejscowym środowisku literackim, zdecydował się jednak prowadzić ascetyczny tryb życia. Odmawiał sprzedaży swoich wierszy i żył w odosobnieniu przestrzegając ścisłej diety. Mimo to cieszył się uznaniem i przyciągnął do siebie wielu miejscowych uczniów, jak również prowadził ożywioną korespondencję z innymi uczonymi.
Około roku 1010 powrócił do rodzinnego miasta, gdzie pozostał do śmierci praktykując ascezę oraz zachowując dietę wegańską.
W 2013 r. syryjscy dżihadyści z Jabhat al-Nusra odcięli głowę statui Al-Maʿarriego wykonanej przez rzeźbiarza Al Fathi Muhammada w 1944 r..

## Poglądy
Al-Maʿarri uznawał światopogląd sceptyczny potępiając przesądy oraz religijny dogmatyzm. Z tego powodu opisywany był jako pesymista filozoficzny i wolnomyśliciel. Jednym z często podejmowanych przez niego tematów była kwestia praw rozumu przeciwko roszczeniom obyczaju, tradycji i autorytetu. Nauczał, że religia była bajką wymyśloną przez starożytnych, bezwartościową i służącą wyłącznie dla wykorzystania naiwności rzesz ludzi.
Nie myśl, że twierdzenia proroków są prawdziwe, one wszystkie są wymysłem. Człowiek żył przyjemnie dopóty, dopóki nie nadeszli oni i nie zepsuli życia. Święte księgi są jedynie zbiorem próżnych opowieści, których żaden wiek nie mógł mieć i których żaden istotnie nie zrodził.
Al-Maʿarri krytykował wiele dogmatów islamu w tym także Hadżdż, który nazwał podróżą pogan. Odrzucał również możliwość jakichkolwiek boskich objawień. Wyznawał ideał filozofa i ascety, któremu wskazówki moralne przynosi rozum, a cnota jest nagrodą samą w sobie.
Zasadniczy pesymizm al-Maʿarriego przejawiał się w jego zaleceniu, aby całkowicie powstrzymać się od płodzenia dzieci i w ten sposób zaoszczędzić im bólu życia – tzw. antynatalizm. W elegii napisanej po utracie krewnego wyraził odczuwany przez siebie żal, jednocześnie zapisując swoje spostrzeżenie o ulotności życia.
Zmiękcz swój krok. Zdaje mi się, że powierzchnia świata jest tylko ciałami zmarłych
Idź powoli w powietrzu, co byś nie deptał szczątków bożych sług
Swój sceptycyzm i antyreligijne poglądy wyraził w jednym z utworów: Mieszkańcy ziemi dzielą się na dwa rodzaje: tych którzy są rozumni, lecz bez religii i tych, którzy są religijni, ale bez rozumu.

## Dorobek literacki
Wczesny zbiór poezji al-Maʿarriego zatytułowany Saqṭ al-zand (سقط الزند, Hubka iskier) osiągnął wielką popularność, dzięki niemu zdobył on uznanie jako poeta. Kolejny, bardziej oryginalny, znany jako Luzūm mā lam yalza (لزوم ما لا يلزم أو اللزوميات, Zbyteczna konieczność) lub także Luzūmīyāt (Konieczności) nawiązuje do zbytecznych zawiłości stosowanego systemu rymów.
Jego trzecie ważne dzieło jest utworem prozatorskim noszącym tytuł Risālat al-ghufrān (رسالة الغفران, List przebaczenia). W utworze tym poeta odwiedza raj, gdzie spotyka arabskich poetów okresu przedislamskiego. Literacka wizja pozostaje w sprzeczności z doktryną islamu zgodnie z którą tylko wierzący w jedynego Boga odnajdą po śmierci szczęście wieczne (Koran 4:48). Ze względu na motyw dyskusji ze zmarłym w zaświatach, utwór porównywany był do Boskiej Komedii Dantego.
Inny utwór poety, Al-Fuṣūl wa al-ghāyāt (Ustępy i fragmenty) stanowi zbiór homilii określanych jako parodia Koranu.